# Westlicher Haubenlangur
Der Westliche Haubenlangur (Trachypithecus mauritius, Syn.: Simia mauritius) ist eine Primatenart aus der Gruppe der Schlankaffen (Presbytini), die im Westen der indonesischen Insel Java vorkommt. Sein Verbreitungsgebiet ist dabei beschränkt auf die Nordküste westlich der Hauptstadt Jakarta, im Landesinnern auf die Distrikte von Bogor, Cisalak und Jasinga und an der Südküste auf einen Streifen vom Nationalpark Ujung Kulon bis nach Cikaso.

## Merkmale
Der Westliche Haubenlangur wird etwa ebenso groß wie der Schwarze Haubenlangur (Trachypithecus auratus), genaue Maße wurden bisher nicht erhoben. Das Tier ähnelt dessen dunkler Morphe. Es fehlen lediglich die hellen Haarspitzen, so dass das Fell des Westlichen Haubenlanguren glänzend schwarz erscheint, nur Backenbart, Bauch und Gliedmaßen sind etwas bräunlich getönt. Hand- und Fußflächen sind schieferfarben. Das Haar um das Gesicht steht aufrecht und ist nach vorn gebogen, die Gesichtshaut ist schwärzlich oder bläulich, die Ohrbüschel sind weißlich oder gelblich.

## Lebensweise
Der Westliche Haubenlangur bewohnt Mangrovenwälder, primäre und sekundäre Trockenwälder, Sumpf- und Bergwälder und kommt dort sympatrisch mit dem Java-Langur (Presbytis comata) vor. Die genaue Lebensweise der Art wurde bisher nicht näher erforscht. Wie der Schwarze Haubenlangur wird er fast ein reiner Pflanzenfresser sein, der vor allem Blätter, aber auch Früchte, Blüten und Knospen zu sich nimmt.

## Gefährdung
Der Westliche Haubenlangur wird von der International Union for Conservation of Nature and Natural Resources (IUCN) als gefährdet gelistet und ist in Indonesien seit 1999 gesetzlich geschützt. Sein Verbreitungsgebiet ist durch Landwirtschaft und menschliche Siedlungen stark fragmentiert. Er wird weiterhin gejagt und Jungtiere zum Zweck der Heimtierhaltung gefangen. Außer im Nationalpark Ujung Kulon kommt er noch in weiteren Schutzgebieten vor, darunter die Nationalparke Gunung Gede-Pangrango und Gunung Halimun.